# فتاة القرن العشرين
فتاة القرن العشرين (بالكورية: 20세기 소녀)‏ هو فيلم درامي رومانسي كوري جنوبي من إخراج وكتابة بانغ وو يوم، وبطولة كيم يو جونغ، بيون وو سيوك، بارك جونغ وو، روه يون سيو. يصور الفيلم صداقة وعذوبة الحب الأول على خلفية عام 1999. تم إصداره على نتفليكس في 21 أكتوبر 2022.

## القصة
تدور الأحداث في عام 1999 - قبل عام من نهاية القرن العشرين، تدور القصة حول نا بو را (كيم يو جونغ)، طالبة في المدرسة الثانوية تبلغ من العمر 17 عامًا تتمتع بشخصية نشيطة ومشرقة. صديقة بورا المقربة، ايون دو (روه يون سيو) معجبة ببايك هيون جين (كيم جونغ وو)، وهو صبي من نفس المدرسة لا تعرفه إلا بالاسم. ايون دو، التي يجب أن تذهب إلى الولايات المتحدة لإجراء عملية جراحية في القلب، تطلب من بو را أن تراقب هيون جين وتكتشف كل شيء عنه أثناء غيابها. في البداية، تقرر بو را الاقتراب من أفضل صديق لـ هيون جين، يدعى بوونغ وون هو (بيون وو سوك) من أجل مراقبة كل تحركات وحياة هيون جين. لكنها بعد ذلك تجد حبها الأول: علاقة حلوة ونقية لكنها مفجعة.

## بطولة
- كيم يو جونغ في دور نا بو را[3]
  - هان هيو جو في دور نا بو را البالغة[4][5]

طالبة في المدرسة الثانوية تبلغ من العمر 17 عامًا، ولاعبة للتايكواندو وعضوة في نادي البث في بمدرستها
- بيون وو سيوك في دور بونغ وون هو[6]

زميل بورا وعضو في نادي البث
- كيم جونغ وو في دور بايك هيون جين[7]

أفضل صديق لـ وون هو، رجل مشهور يحبه زملائه في الفصل.
- روه يون سيو في دور كيم يون دو[3]

أفضل صديق لـ بورا التي لديها حب غير متبادل مع وون هو

## الاستقبال
بعد يوم واحد من صدوره، احتل الفيلم المرتبة السابعة عالميًا في فئة الافلام على نتفليكس. في وقت لاحق في 24 أكتوبر، احتلت المرتبة الخامسة.

## الإصدار
تمت دعوة الفيلم إلى مهرجان بوسان السينمائي الدولي السابع والعشرين وعرض لأول مرة في قسم «السينما الكورية - العرض الأول الخاص» في 6 أكتوبر 2022.

## روابط خارجية
- فتاة القرن العشرين على موقع IMDb (الإنجليزية)
- فتاة القرن العشرين على موقع روتن توميتوز (الإنجليزية)
- فتاة القرن العشرين على موقع نتفليكس (الإنجليزية)
- فتاة القرن العشرين على موقع فيلمافينيتي (الإسبانية)
- فتاة القرن العشرين على موقع قاعدة بيانات الفيلم (الإنجليزية)
- فتاة القرن العشرين على موقع ليتربوكسد (الإنجليزية)
- فتاة القرن العشرين على موقع كينوبويسك (الروسية)
- فتاة القرن العشرين على هانسينما